# Hero and Leander
Hero and Leander è un epillio di Christopher Marlowe che racconta la tragica storia di Ero e Leandro. La storia dei due sfortunati amanti dell’Ellesponto era stata raccontata da Ovidio nell’Eroidi e da Museo Grammatico (da cui Marlowe sostiene di aver tratto ispirazione) nell’epillio Le vicende di Ero e Leandro. La poesia, scritta probabilmente nel periodo di chiusura del teatri nel 1593, è rimasta incompiuta a causa dell’improvvisa e misteriosa morte di Marlowe, avvenuta il 30 maggio dello stesso anno. George Chapman completò l’epillio, dividendo quanto scritto da Marlowe in due “sestiad” e aggiungendone altre quattro di proprio pugno.
La versione di Marlowe si interrompe dopo la prima notte d'amore di Ero e Leandro, senza arrivare all'annegamento del giovane e al conseguente suicidio della fanciulla, descritto invece da Chapman. Tuttavia, l'incompiutezza dell'epillio è stata messa in discussione da diversi critici, che sostengono che il poemetto non sia incompleto, bensì volutamente concluso dall'autore prima che il tragico finale abbia luogo. M. C. Bradbrook, docente di letteratura rinascimentale dell'Università di Cambridge, sostenne che il poemetto volesse celebrare l'amore dei due personaggi (come una sorta di epitalamio) e non narrare la storia di Ero e Leandro nella sua drammatica interezza. La seconda "sestiad" si conclude con le parole "desunt nonnulla" (manca qualcosa, "qualcosa è omesso"): per quanto queste parole siano state probabilmente aggiunte dall'editore, non riescono a chiarire se Hero and Leander possa considerarsi un'opera conclusa o interrotta. La frase infatti può essere interpretata a favore di entrambe le tesi: "manca qualcosa", perché l'autore è morto prima di completarlo, o "qualcosa è stato omesso" perché l'autore non era interessato a raccontare tutta la storia, ma solo la consumazione dell'amore dei due giovani.